# Embia fuentei
Embia fuentei is een insectensoort uit de familie Embiidae, die tot de orde webspinners (Embioptera) behoort. De soort komt voor in Spanje.
Embia fuentei is voor het eerst wetenschappelijk beschreven door Navás in 1918.